# Indická deska

Indická deska, označená červenou.

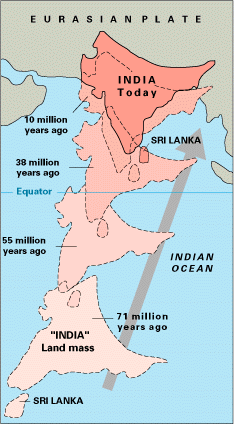
V důsledku pohybu kontinentů se Indická deska oddělila od Madagaskaru a narazila do Eurasijské desky, což mělo za následek vznik Himálaje.

Indická deska je tektonická deska, která je dnes součástí Eurasie. Mimo kontinentální kůry s sebou nese i rozsáhlé oblasti oceánské kůry, které tvoří část Indického oceánu. Původně byla Indická deska součástí kontinentu Gondwana, kde se ve svrchní křídě (asi před 90 milióny let) něj oddělila a pohybovala se na severovýchod, dokud se v eocénu (asi před 50 milióny let) nesrazila s Eurasií. Během této doby se Indie přemístila asi o 2000 až 3000 km (o 20 cm ročně), což byl dosud nejrychlejší zaznamenaný pohyb kontinentů. Podle předpokladů by jednou z příčin takto rychlého pohybu mohla být poloviční mocnost desky v porovnání se zbytkem Gondwany.
Kolize s Eurasijskou deskou podél hranic dnešní Indie a Nepálu měla za následek vznik orogenního pásma, které dnes tvoří Tibetskou náhorní plošinu a Himálaj. Tento pohyb trvá dodnes a dosahuje rychlosti okolo 5 cm ročně.